# Jacques II (roi d'Aragon)
Pour les articles homonymes, voir Jacques II.
Jacques II d'Aragon dit « le Juste » (en catalan : Jaume El Just, en castillan : Jaime el Justo), né le 10 août 1267 à Valence et mort le 2 novembre 1327 à Barcelone, est roi de Sicile, puis roi d'Aragon, comte de Barcelone et roi de Valence. C'est le second fils de Pierre III d'Aragon et de Constance de Hohenstaufen.

## Biographie
Lorsque Pierre d'Aragon conquiert la Sicile, il s'engage à que l'île ne soit pas rattachée à sa mort à la couronne d'Aragon. Ainsi laisse-t-il sur l'île, lorsqu'il retourne en Aragon, en 1283, sa femme, Constance, fille de Manfred de Sicile, et son deuxième fils Jacques dans l'optique d'une succession future. Il reçoit une éducation politique de sa mère et les conseils des Siciliens fidèles de la cour de son père : Jean de Procida, Roger de Lauria et Alaimo de Lentini.
Après la mort de son père, Jacques est couronné sous le nom de Jacques Ier roi de Sicile à Palerme en 1286. Le pape Honorius IV refuse de reconnaître son titre, l'excommunie lui et sa mère, réaffirme l'interdit qu'avait jeté sur l'île Martin IV au lendemain des Vêpres siciliennes, et convoque les deux évêques qui avaient présidé la cérémonie, ceux de Nicastro et de Céfalù.
Une flotte française et pontificale débarque au printemps 1287 sur la côté orientale, mais ne parvient pas à avancer puis est prise de revers par l'amiral Roger de Lauria qui capture 48 galères et de nombreux nobles français et provençaux.
En 1291, à la mort sans héritier de son frère aîné le roi d'Aragon Alphonse III d'Aragon, il n'abandonne pas totalement la Sicile à son jeune frère Frédéric, nommé vice-roi, pour devenir lui-même roi d'Aragon de 1291 à 1327.
Excommunié par Nicolas IV pour son refus de laisser le trône de Sicile, il l'abandonne par le traité d'Anagni signée le 12 juin 1295. Par cet accord, il s'engage également à libérer les fils de Charles II d'Anjou, d'épouser la fille de ce dernier, Blanche d'Anjou, tandis que l'un des fils de Charles, Robert, se marie à la sœur de Jacques, Violante. L'union entre Frédéric d'Aragon et Catherine de Courthenay également prévue par ce traité est refusée par la promise, offrant à Frédéric la possibilité de dénoncer l'accord et de se faire couronner roi de Sicile.
Malgré la situation toujours irrésolue de la Sicile insulaire, le règne de Jacques II correspond à une stabilisation des relations avec le royaume de France. En vertu des liens du sang qui les unissent, Philippe IV de France rechignait dès 1285 à poursuivre la croisade d'Aragon qu'avait entreprise son père. Il poursuit l'apaisement en ménageant les prétentions de son frère Charles de Valois. De son côté Jacques II œuvre également à l'apaisement en refusant, en vertu des trêves conclues avec le roi de France, en 1294 l'appel aux armes que lui fait son allié Édouard Ier contre Philippe le Bel. L'un des principaux projets diplomatiques de Jacques II pour régulariser cette relation d'amitié avec la France fut de conclure un mariage princier entre les maisons aragonaise et capétienne. Il cherche d'abord en vain un épouse issue de la cour française pour l'infant Pedro. Il tente ensuite de proposer l'infante Violant comme épouse à Charles IV, mais ce dernier la refuse au motif qu'elle était trop jeune. Il reste néanmoins un sujet de discorde entre France et Aragon qui persiste au cours du règne : la restitution du Val d'Aran, revendiqué par Jacques II mais contrôlé par les Français. S'il obtient l'appui de Charles de Valois dans cette affaire, le Val reste pendant des décennies aux mains des Français.
Jacques reçoit du pape Boniface VIII, à l'occasion de son mariage, la Corse et la Sardaigne. En 1295, il occupe le royaume de Murcie aux dépens de la Castille, mais il doit rendre ce royaume en 1304 par la sentence arbitrale de Torrellas.
Il a un rôle important pour la gestion des biens et des personnes lors de la dissolution de l'ordre du Temple dans le royaume d'Aragon, le comté de Barcelone et le royaume de Valence, comme le détermine la bulle pontificale Ad providam du 2 mai 1312.

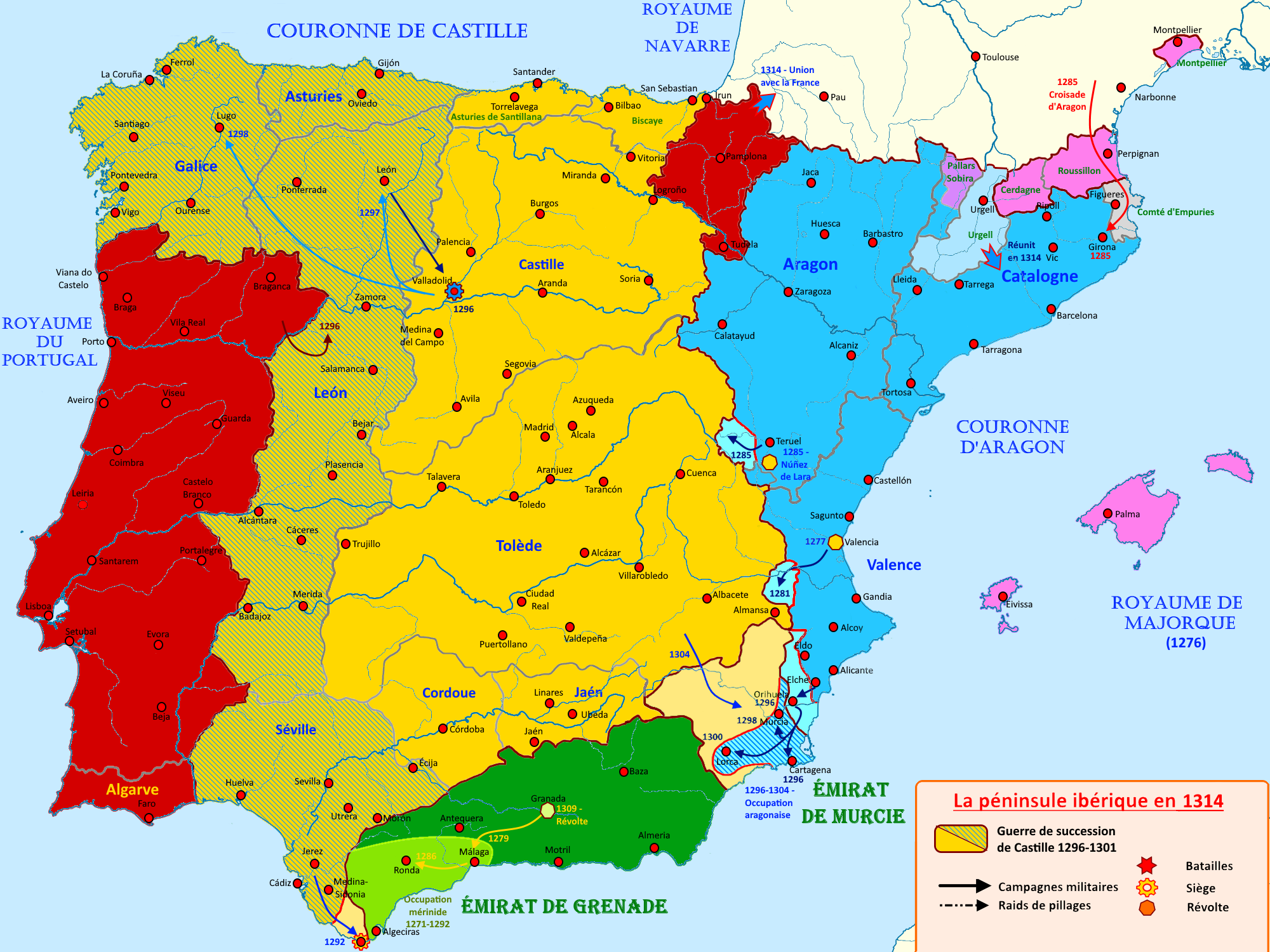
La conquête provisoire de la Murcie en 1295.

## Mariage et descendance
Jacques II d'Aragon se marie quatre fois :
- Isabelle de Castille, le 1er décembre 1291 à Soria ;
- Blanche d'Anjou, le 1er novembre 1295 ;
- Marie de Lusignan, le 15 juin 1315 ;
- Elisenda de Montcada, le 25 décembre 1322.

Seule sa deuxième épouse, Blanche d'Anjou, lui donne dix enfants :
- Jacques d'Aragon (1296-1334) ;
- Alphonse IV d'Aragon (1299-1336), roi d'Aragon et comte de Barcelone ;
- Marie d'Aragon et d'Anjou (es) (1299-1347), mariée avec Pierre de Castille et Molina (es) ;
- Constance d'Aragon et d'Anjou (es) (1300-1327), mariée avec Don Juan Manuel ;
- Blanche d'Aragon et d'Anjou (1301-1348), religieuse ;
- Isabelle d'Aragon (1305-1330), mariée en 1315 avec Frédéric le Bel ;
- Jean d'Aragon et d'Anjou (1304-1334), archevêque de Tolède, de Tarragone, patriarche d'Alexandrie ;
- Pierre d'Aragon et d'Anjou (es) (1305-1381), comte de Ribagorce et d'Empúries, puis de Prades ;
- Raimond Bérenger Ier d'Empúries (es) (1308-1364), comte de Prades, puis comte d'Empúries (1341-1364) et seigneur de la ville d'Elche ;
- Yolande d'Aragon (1310-1353), mariée avec Philippe de Tarente (1297-1330), fils de Philippe Ier de Tarente, puis avec Lope Ferrench IV de Luna.